# Axonemă

Secțiune printr-o axonemă

Axonema este o structură celulară ce este alcătuită din microtubuli care au rolul de a forma partea interioară a cililor și flagelilor la celulele eucariote. Axonema reprezintă „scheletul” acestor organite, conferind suport structurii.